# Куркімякі
Куркімякі (фін. Kurkimäki, швед. Tranbacka) — квартал району Меллункюля у Східному Гельсінкі, Фінляндія. Населення — 2 728 осіб, площа — 0,60 км².
Забудова кварталу відбулась в 1980-х роках.
На терені кварталу розташована колишня російська фортеця часів І світової війни — Куркімейкі.
Територією кварталу прямує Кільцева автодорога І.
У кроковій досяжності розташовані метростанції Мюллюпуро та Контула.

## Примітки

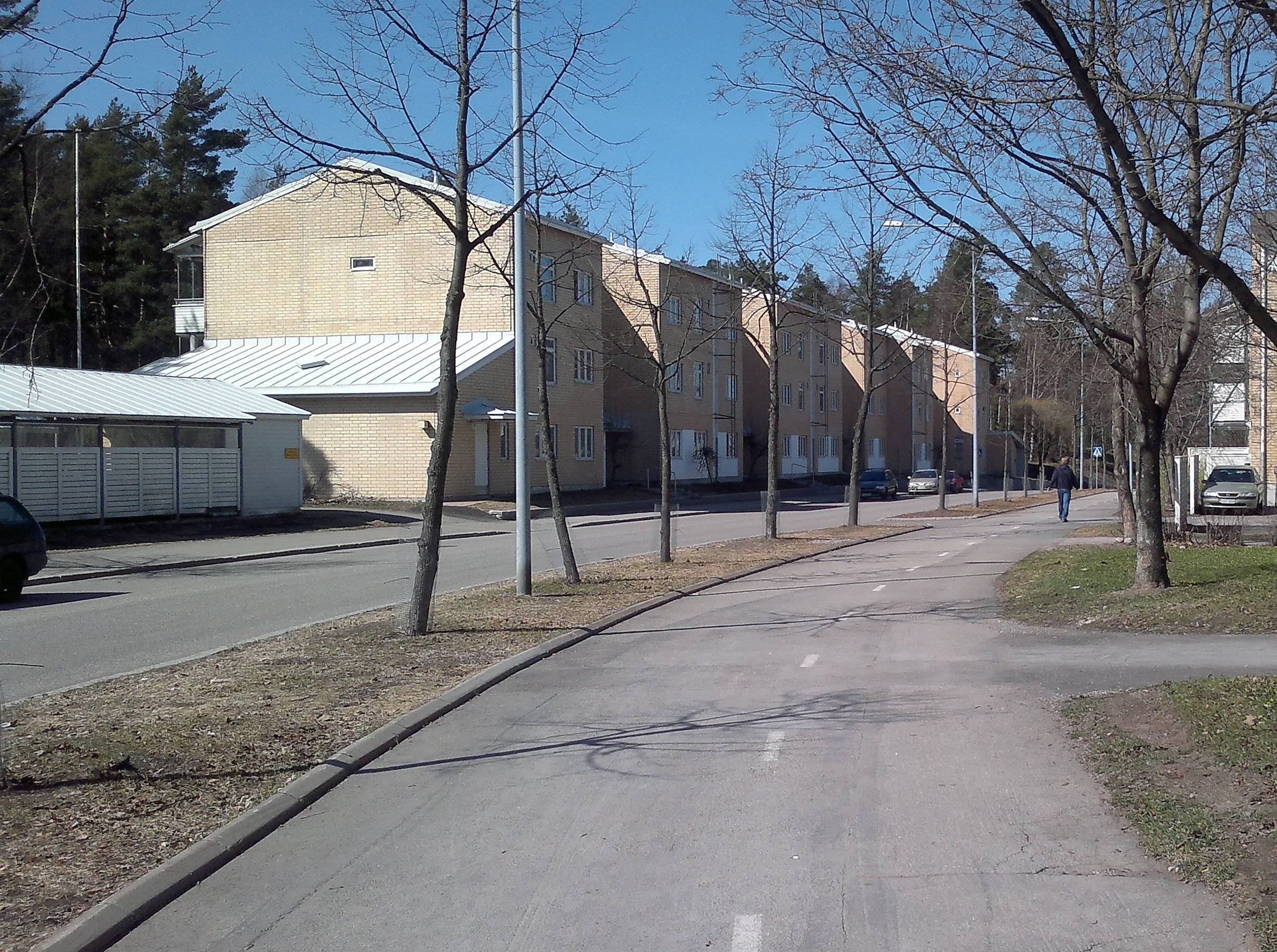
Куркімяентіе в Куркімякі